# Theodor Wilhelm Düren
Theodor Wilhelm Düren (* 1866; † 8. Juli 1928 in Bad Godesberg) war ein deutscher Bauunternehmer. Das von ihm begründete Bauunternehmen Theodor Wilhelm Düren in Bad Godesberg, einem heutigen Stadtbezirk von Bonn, erlangte überregionale Bedeutung.

## Leben und Wirken

### Herkunft
Düren entstammte einer Familie Godesberger Bauunternehmer, die sich bis auf seinen Großvater Johann Wilhelm Düren (1801–1852) zurückverfolgen lässt. Sein Vater Wilhelm Düren (1830–1886), der noch einen jüngeren Sohn hatte, war gemeinsam mit seinen Brüdern Anton (1826–1904) und Theodor (1834–1885) Inhaber des Bauunternehmens (gegründet 1855) sowie der Gasanstalt (errichtet 1869/70) Wilhelm Düren.

### Werdegang
Düren wurde von Privatlehrern auf das Gymnasium vorbereitet und trat zu Ostern 1877 in die Quarta des Königlichen Gymnasiums Bonn ein; 1882 wechselte er auf das Gymnasium in Münstereifel, wo er das Einjährige und die Unterprima-Reife erreichte. Es schlossen sich eine praktische Ausbildung im Baugewerbe und im Sommer 1885 ein Besuch der Kunst- und Gewerbeschule in Lüttich an. Nach einem vorbereitenden Unterricht durch den Baumeister Esser in Honnef, einen früherer Mitarbeiter des Bauunternehmens Wilhelm Düren, wurde er in die Baugewerkschule Köln aufgenommen; diese schloss er mit dem Baumeisterexamen und der Note „gut“ ab. Es folgte eine Tätigkeit im Büro des Architekten Josef Crones (1848–1934) in Köln, ebenfalls ein ehemaliger Mitarbeiter der Firma Wilhelm Düren. 1888/89 leistete Düren bei den Deutzer Pionieren als Einjährig-Freiwilliger seinen Wehrdienst ab. Aus dem Heeresdienst wurde er entlassen, als er eine Übung verließ, um sich um sein Unternehmen zu kümmern. Ab Herbst 1898 wohnte er im Haus Rheinallee 19, ab etwa 1902 im Haus Gerhard-Rohlfs-Straße 8.
Am 10. Oktober 1889 gründete Düren in Godesberg das Baugeschäft Theodor Wilhelm Düren, wobei offiziell das Baugeschäft Wilhelm Düren liquidiert wurde; in der Außendarstellung gab sich das neue Unternehmen jedoch als Fortführung des alten zu erkennen. Einen Bauhof und ein Verwaltungsgebäude ließ Düren auf einem vom Vater ererbten Gelände zwischen Hauptstraße und Oststraße errichten, sowie auf einem Grundstück an der Plittersdorfer Straße eine Feldbrandziegelei. Seinen ersten Auftrag erhielt das Unternehmen von der Eisenbahndirektion Köln für eine Bahnunterführung in Verlängerung der Bahnhofstraße. 1890 gewann Düren die Ausschreibung für den Neubau des Krankenhauses Markusstift an der Burgstraße und musste für dieses Projekt bereits Arbeiter aus dem Herzogtum Nassau anwerben. Er wurde zum bedeutendsten Bauunternehmer und Bodenspekulant in der Gemeinde, insbesondere im „zweiten“ Godesberger Villenviertel und baute dort auch zahlreiche Straßen – meist zunächst als Privatstraßen, die später von der Gemeinde übernommen wurden. 1897 errichtete Düren darüber hinaus als Teil seines Unternehmens die Godesberger Dampfziegelei mit Tongrube in der ehemaligen Schindskaule bei Schweinheim. Sie entwickelte sich zur größten Ziegelei von Godesberg und produzierte jährlich bis zu acht Millionen Steine. 1901 beschäftigte Düren bereits 1.441 Arbeiter; zahlreiche auswärtige Aufträge, davon viele für das Militär und einige im damaligen Reichsland Elsaß-Lothringen, führten zur Eröffnung von Zweigstellen in Straßburg (1896–1900) und Metz (ab 1901), eine weitere bestand in Frankfurt am Main (ab 1900). 1903 wurde das bisher von ihm als Einzelkaufmann geführte Unternehmen in die neugegründete Theodor Wilhelm Düren Baugesellschaft mbH umgewandelt. Im selben Jahr bezog seine Hauptverwaltung das neu errichtete Bürogebäude Karl-Finkelnburg-Straße 49; als privates Wohnhaus ließ er sich die Villa Kaiserstraße 5a nach Plänen des aus Königswinter stammenden Berliner Architekten Ernst Spindler erbauen, der er ab August 1904 bewohnte.
Im April 1909 zog Düren aus geschäftlichen Gründen in das lothringische Diedenhofen um. Nachdem die Bauunternehmung in Schwierigkeiten geraten war, wurde 1910 ihre Liquidation eingeleitet und die bisher zu ihr gehörenden Grundstücke in die zuvor neu gegründete Godesberger Immobiliengesellschaft mbH (mit Theodor Wilhelm Düren und seiner Frau als Gesellschaftern) sowie die bisherige Zweigstelle in Metz in die Rheinisch-Elsass-Lothringische Baugesellschaft mbH ausgegliedert. Die zuletzt mit Hypotheken belastete Dampfziegelei musste Düren 1912 (zwei Jahre nach Einstellung der Produktion) verkaufen. 1914 wurde die Baugesellschaft Düren mbH gegründet, deren Geschäftsführer Düren und seine Frau waren. Im Ersten Weltkrieg war er vor allem mit deutschen Militärbauten in Lothringen befasst und musste im August 1918 aufgrund der herannahenden alliierten Truppen von Diedenhofen zurück nach Godesberg ziehen, wo er zunächst mit seinen Kindern die ihm gehörende Villa Kaiserstraße 7 bezog. Am Rheinufer ließ er für seine Familie über seine Immobiliengesellschaft 1918/1919 das Landhaus Büchelstraße 53 nach Plänen des Kölner Architekten Heinrich Müller-Erkelenz erbauen, das er jedoch nicht bezog; ab November 1922 lebte er wieder in der Villa Kaiserstraße 5a. Das Bauunternehmen konnte in der Nachkriegszeit nicht an seinen bisherigen Erfolg anknüpfen, zudem gingen Dürens Söhne beruflich andere Wege.

### Tod und Nachwirken
Düren starb Anfang Juli 1928 in seiner Villa Kaiserstraße 5a an einem Herzschlag. Er wurde auf dem Burgfriedhof in Bad Godesberg beigesetzt. Das Bauunternehmen wurde zunächst vom Regierungsbaurat a. D. A. Beil als neuem Geschäftsführer fortgeführt und, ab 1938 in Köln ansässig, zum Jahresende 1953 aufgegeben. Nach Düren ist bis heute die von seinem Unternehmen angelegte Dürenstraße im Godesberger Villenviertel benannt.

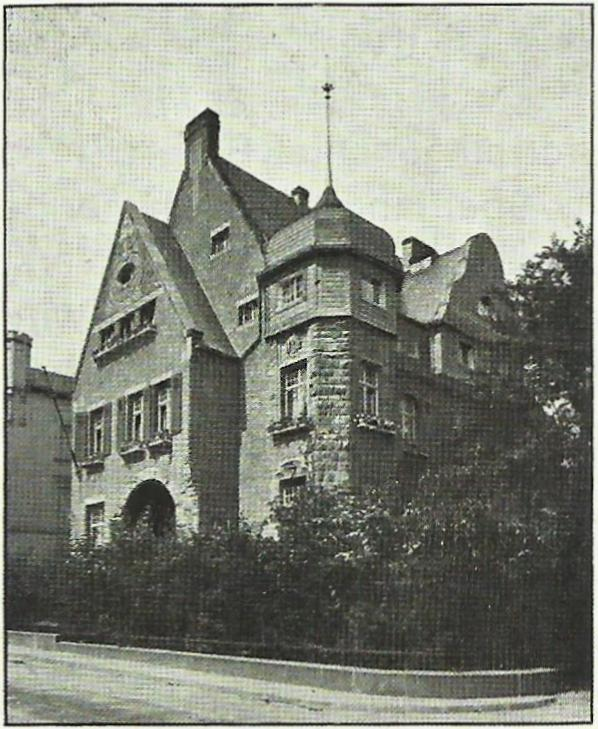
Villa Theodor Wilhelm Düren, Kaiserstraße 5a (1910)

## Öffentliches Engagement
Düren war als „meistbegüterter Grundeigentümer“ von 1896 bis 1908 sowie von 1914 bis 1919 Mitglied des Gemeinderats von Godesberg. Er gehörte einigen Ortsvereinen an, darunter der Gesellschaft Erholung, dem Pionier-Verein, dem Garde-Verein sowie dem Verschönerungsverein Bad Godesberg (von 1903 bis 1910 als Vorstandsmitglied).

## Familie
Düren war ab etwa 1898 mit Wilhelmina Augusta (Minna) Rauschert (1876–1937) aus Straßburg verheiratet und hatte mit ihr drei Kinder: Maria (1900–1914), Wilhelm Rudolf (1901–1944) und Theodor Wilhelm Anton (* 1903; † unbekannt). Theodor Düren wurde zum Gerichtsreferendar ausgebildet und promovierte 1931 zum Dr. jur.; Wilhelm Düren war Kaufmann und der Nachlassverwalter seines Vaters, betätigte sich zuletzt (auch) als Schriftsteller und fiel im Zweiten Weltkrieg an der Ostfront.